# Río Esperaban
Río Esperaban este o arie protejată (arie specială de conservare — SAC, sit de importanță comunitară — SCI) din Spania întinsă pe o suprafață de 777,2 ha, integral pe uscat.

## Localizare
Centrul sitului Río Esperaban este situat la coordonatele 40°19′52″N 6°17′40″W / 40.3311°N 6.2944°V.

## Înființare
Situl Río Esperaban a fost declarat sit de importanță comunitară în decembrie 2000 pentru a proteja 30 de specii de animale. Situl a fost protejat și ca arie specială de conservare în mai 2015.

## Biodiversitate
Situată în ecoregiunea mediteraneană, aria protejată conține 4 habitate naturale: Pajiști uscate europene, Galerii și tufărișuri riverane sudice (Nerio-Tamaricetea și Securinegion tinctoriae), Păduri de Castanea sativa, Păduri aluvionare cu Alnus glutinosa și Fraxinus excelsior (Alno-Padion, Alnion incanae, Salicion albae).
La baza desemnării sitului se află mai multe specii protejate:
- păsări (18): rață mare (Anas platyrhynchos), fâsă de luncă (Anthus pratensis), cuc (Cuculus canorus), măcăleandru (Erithacus rubecula), Fringilla montifringilla, Hippolais polyglotta, privighetoare (Luscinia megarhynchos), codobatură galbenă (Motacilla alba), codobatură de munte (Motacilla cinerea), grangur (Oriolus oriolus), codroș de munte (Phoenicurus ochruros), codroșul de pădure (Phoenicurus phoenicurus), pitulice de munte (Phylloscopus collybita), aușel sprâncenat (Regulus ignicapilla), silvie cu cap negru (Sylvia atricapilla), fluierarul de zăvoi (Tringa ochropus), sturz-cântător (Turdus philomelos), pupăză (Upupa epops)
- mamifere (1): vidră de râu (Lutra lutra)
- nevertebrate (5): croitorul mare al stejarului (Cerambyx cerdo), Coenagrion mercuriale, Gomphus graslinii, Macromia splendens, Oxygastra curtisii
- pești (4): Cobitis vettonica, Luciobarbus comizo, Pseudochondrostoma polylepis, Rutilus alburnoides
- reptile (2): Lacerta schreiberi, Mauremys leprosa

Pe lângă speciile protejate, pe teritoriul sitului au mai fost identificate 1 specie de păsări, 4 specii de amfibieni, 5 specii de pești, 4 specii de reptile.